# Moelle noire de la tomate
La moelle noire de la tomate, ou nécrose de la moelle de la tomate, est une maladie bactérienne affectant les cultures de tomates, à répartition cosmopolite. Cette maladie, causée par diverses espèces de bactéries phytopathogènes du genre Pseudomonas, principalement Pseudomonas corrugata et Pseudomonas mediterranea, touche aussi bien les cultures en plein champ, qu'en serre ou sous tunnel. Elle est apparue en Europe à la fin des années 1970.

## Symptômes
Chez la tomate, la maladie se manifeste par une série de symptômes évolutifs. Les premiers apparaissent lorsque les fruits sont formés mais encore verts, juste avant le stade de maturité.
Les feuilles commencent par jaunir, puis se flétrissent. Ensuite, des lésions de couleur foncée (brun foncé à noir) apparaissent sur les tiges. En cas d'attaque grave, la plante entière peut se flétrir et mourir.
Des racines adventives se forment souvent sur les tiges des plantes infectées par une nécrose de la moelle. Ce symptôme, caractéristique de cette maladie, s'explique par l'accumulation d'auxines qui provoque la formation de racines adventives chez les plantes atteintes.
Sur une coupe longitudinale d'une tige malade, on peut voir une décoloration foncée dans la moelle alors que l'extérieur de la tige est vert. Cette décoloration est  plus foncée à la base de la plante mais ne s'étend pas aux racines. La moelle présente des cavités creuses et segmentées en forme de poche.
Les tiges gravement infectées peuvent se fissurer ou s'effondrer,.
Dans les cultures en plein champ, les plantes affectées sont dispersées selon un mode apparemment aléatoire.

## Agents pathogènes
Les agents pathogènes responsables de la moelle noire de la tomate sont principalement des espèces de bactéries telluriques du genre Pseudomonas et en particulier Pseudomonas corrugata, observée pour la première fois en 1978 en Angleterre et signalée par la suite dans tous les pays concernés par cette maladie. Une autre espèce, Pseudomonas mediterranea a été observée depuis 2002 dans certains pays méditerranéens. D'autres espèces de ce genre ont été associées à cette maladie : Pseudomonas marginalis, Pseudomonas viridiflava, Pseudomonas cichorii. En Grèce, d'autres espèces ont été signalées dont Pseudomonas fluorescens, mais également des espèces du genre Pectobacterium (Pectobacterium atrosepticum, Pectobacterium carotovorum) ainsi que Dickeya chrysanthemi.
Une étude récente (2013) mené en Sicile a montré que des isolats de Xanthomonas perforans étaient également capables d'induire des symptômes de nécrose de la moelle chez la tomate.

## Plantes-hôtes
Les symptômes de la moelle noire sont observés principalement sur la tomate (Solanum lycopersicum). D'autres espèces de plantes peuvent présenter les mêmes symptômes et sont des hôtes secondaires. Il s'agit notamment du poivron (Capsicum annuum), et de chrysanthèmes (Chrysanthemum sp.).

## Distribution
La moelle noire est une maladie répandue dans toutes les régions du monde productrices de tomates en plein champ ou en serre.
Décrite en 1978 en Angleterre par Scarlett et al., la moelle noire associée à Pseudomonas corrugata a été ensuite signalée dans la plupart des pays d'Europe : Albanie, Allemagne, Biélorussie, Danemark, France, Grèce, Italie, Lituanie, Macédoine, Norvège, Pays-Bas, Pologne, Portugal, Russie, Suède, Suisse, mais aussi en Amérique (Argentine, Brésil, Canada, États-Unis), en Asie (Israël, Japon, Syrie, Turquie, en Océanie (Nouvelle-Zélande), en Afrique (Afrique du Sud, Tanzanie).

## Méthodes de lutte
Aucun traitement ne permet de maîtriser cette maladie qui est une bactériose. Seules sont envisageables des mesures prophylactiques et des pratiques culturales adaptées (choix de plants sains, désinfection des sols, élimination des plantes malades, rotation culturale, etc.).
Il est conseillé d'éviter une fertilisation azotée excessive, surtout au printemps lorsque la croissance végétative est rapide.
Il n'existe aucun cultivar de tomate résistant à cette maladie associée à Pseudomonas corrugata.